# Episodi di Camera Café (quinta stagione)
La quinta stagione della sitcom Camera Café è stata trasmessa in prima visione in Italia da Italia 1 dal 13 dicembre 2011 al 6 aprile 2012. La prima parte della stagione è stata trasmessa in prima serata dal 13 dicembre 2011 al 3 gennaio 2012 per quattro puntate, mentre i restanti episodi sono in onda quotidianamente nella fascia pomeridiana dal 16 gennaio al 6 aprile 2012.
| n°  | Titolo                       | Guest star                                | Trama | Prima visione    |
| --- | ---------------------------- | ----------------------------------------- | --- | ---------------- |
| 1   | Cestinismo                   | Danilo Gallinari                          | Luca e Paolo tentano di guadagnare una fortuna con le scommesse sulle gare di cestinismo. | 13 dicembre 2011 |
| 2   | I baffi di Paolo             | Vittorio Boscolo                          | Paolo si fa crescere i baffi e Luca non ne è affatto felice. | 13 dicembre 2011 |
| 3   | Uno scherzo facile facile    | -                                         | Luca e Paolo cercano disperatamente e inutilmente di fare uno scherzo con l'aiuto della nuova segretaria Gloria. | 13 dicembre 2011 |
| 4   | La wedding planner           | -                                         | Luca e Alex hanno bisogno di una persona esperta che organizzi il loro matrimonio, ma Paolo si intromette e tenta ardentemente di sedurla. | 13 dicembre 2011 |
| 5   | Il Mammo                     | -                                         | Patti è incinta e tenta di far capire a Silvano i problemi di una futura mamma durante la gravidanza. | 13 dicembre 2011 |
| 6   | L'alibi                      | Maddalena Corvaglia                       | Qualcuno ha scritto "cretino" sulla scrivania del direttore e Luca cerca di trovarsi un alibi con l'aiuto di Paolo. | 13 dicembre 2011 |
| 7   | Leggere il giornale          | -                                         | Luca prova a leggere il giornale in santa pace, ma i colleghi lo disturbano continuamente. | 13 dicembre 2011 |
| 8   | Constatazione amichevole     | Miriam Leone                              | Paolo è vittima di un incidente con Annalisa, la quale riesce a ribaltare la situazione a suo favore grazie al suo fascino e alla grappa di Pino. | 13 dicembre 2011 |
| 9   | Rebus                        | -                                         | Luca tenta di far capire a Paolo cos'è un rebus facendo perdere molto tempo ai suoi colleghi. | 13 dicembre 2011 |
| 10  | Geller scemo                 | -                                         | Luca e Paolo scrivono una frase offensiva su Geller sul tavolino e la coprono in ogni modo. | 13 dicembre 2011 |
| 11  | I coltelli di Chef Johnny    | -                                         | Paolo compra un set di coltelli e li porta in ufficio. | 13 dicembre 2011 |
| 12  | Record di contratti          | -                                         | Paolo cerca di battere un suo collega firmando venti contratti tutti in un giorno. | 13 dicembre 2011 |
| 13  | Aspettatemi                  | -                                         | Luca ha vinto il premio "miglior sindacalista" e organizza una festa. | 20 dicembre 2011 |
| 14  | Attrazione fatale            | -                                         | In azienda arriva Lucrezia e Paolo ne è subito attratto. | 20 dicembre 2011 |
| 15  | La gaffe                     | Nicola Stravalaci                         | De Marinis, Luca, Paolo e Silvano compiono una gaffe verso un cliente con la schiena curva. | 20 dicembre 2011 |
| 16  | Il nipote di Geller          | Federico Russo                            | Il nipote di Geller viene assunto come stagista nell'azienda. | 20 dicembre 2011 |
| 17  | L'azienda del futuro         | Michelangelo Pulci                        | Un magnate della tecnologia è un potenziale investitore per l'azienda e per questo cercano di far diventare l'area relax più moderna. | 20 dicembre 2011 |
| 18  | Trova le differenze          | -                                         | Luca e Paolo, per vedere chi conosce meglio l'area relax, nascondono degli oggetti per trovare le differenze. | 20 dicembre 2011 |
| 19  | Luoghi comuni                | -                                         | La segretaria Gloria è colpita dall'intelligenza di Paolo. | 20 dicembre 2011 |
| 20  | Cresta di Natale             | -                                         | Luca organizza in azienda la festa di Natale ovviamente al risparmio. | 20 dicembre 2011 |
| 21  | La pala dell'elica           | -                                         | Paolo trova un'elica con la prima uscita di un aereo costruibile e con Luca gioca a trovarne 10 utilità. | 20 dicembre 2011 |
| 22  | Un minuto di silenzio        | -                                         | Un compagno del sindacato muore e Luca tenta di fare un minuto di silenzio con i colleghi dell'area relax. | 20 dicembre 2011 |
| 23  | Contratto prematrimoniale    | -                                         | Luca cerca di far firmare un contratto prematrimoniale alla sua fidanzata Alex. | 20 dicembre 2011 |
| 24  | Il magico Bittan             | Giovanni Franzoni                         | Paolo si improvvisa medium per rievocare l'anima del padre di un cliente per convincerlo a firmare un contratto. | 20 dicembre 2011 |
| 25  | Parole difficili             | -                                         | Luca tenta di far imparare a Paolo vocaboli dei quali non sa il significato. | 20 dicembre 2011 |
| 26  | La giornata perfetta         | -                                         | Dopo una giornata di lavoro De Marinis concede un pomeriggio libero a Luca e Paolo. | 27 dicembre 2011 |
| 27  | Viaggio premio               | -                                         | L'azienda ha messo in palio ai suoi miglior dipendenti 10 premi viaggio e Luca non è tra questi. | 27 dicembre 2011 |
| 28  | Scema contro scema           | Nina Seničar Marco Merli                  | I dipendenti della Digitex sfidano la segretaria Gloria in una sfida per la più stupida del palazzo. | 27 dicembre 2011 |
| 29  | Uomini soli                  | -                                         | Paolo vuole cantare la canzone Uomini soli dei Pooh al matrimonio di Luca e Alex. | 27 dicembre 2011 |
| 30  | La bocca della verità        | -                                         | La macchinetta del caffè è in grado di sapere chi sta raccontando una menzogna. | 27 dicembre 2011 |
| 31  | Hennè                        | -                                         | Una nuova amica di Paolo ha tatuato il suo nome e quello di Paolo sulla sua fronte. | 27 dicembre 2011 |
| 32  | Il ritorno di Fulvio         | Francesco Pannofino                       | Un ex attore di arti marziali diventa un fattorino di un ristorante cinese e Paolo ne è fan sfegatato. | 27 dicembre 2011 |
| 33  | Il nano della macchinetta    | Simone Borrelli                           | Luca e Paolo fanno credere a Silvano che c'è un nano nella macchinetta. | 27 dicembre 2011 |
| 34  | Ammanettato                  | Syria Carlo Decio                         | Lucrezia ammanetta Paolo per non farlo incontrare con una ragazza. | 27 dicembre 2011 |
| 35  | Il primo caffè               | Simone Borrelli                           | L'azienda ha appena riparato la macchinetta del caffè e Luca non vuole bere il caffè per primo. | 27 dicembre 2011 |
| 36  | Fattore tenerezza            | Giorgia Senesi                            | Paolo, per convincere ai suoi clienti a firmare contratti, porta un cane in azienda. | 27 dicembre 2011 |
| 37  | Complimenti sinceri          | Marco Merlini                             | Luca dimostra a Paolo di saper fare dei complimenti ai colleghi. | 27 dicembre 2011 |
| 38  | La cacca rosa                | -                                         | Luca e Paolo rievocano un vecchio tormentone dell'infanzia e lo diffondono nell'azienda. | 27 dicembre 2011 |
| 39  | Social network               | Giusto Lo Piparo                          | Luca cerca in ogni modo di mostrare il proprio disprezzo verso Facebook a Olmo e a Paolo. | 27 dicembre 2011 |
| 40  | La lettera                   | -                                         | De Marinis consegna a Luca una lettera da recapitare ma Luca se ne dimentica e Paolo la strappa. | 27 dicembre 2011 |
| 41  | Supercolla                   | Giovanni Santoro                          | Paolo porta in ufficio una supercolla fatta da Budello. | 3 gennaio 2012   |
| 42  | Pensiero profondo            | -                                         | Paolo vuole far credere a Geller di essere autore di una frase che però ha letto su un libro. | 3 gennaio 2012   |
| 43  | Luca presidente              | -                                         | Luca fa credere alla segretaria Gloria di essere il presidente dell'azienda e Gloria lo dice a tutti. | 3 gennaio 2012   |
| 44  | Un taglio al passato         | -                                         | Luca e Alex si scambiano i ricordi dei propri ex fidanzati. | 3 gennaio 2012   |
| 45  | Immunità                     | -                                         | Andrea non picchia Patti perché è incinta quindi Luca e Paolo convincono Patti a confessare ad Andrea di essere lei la causa dell'incidente della macchina di Andrea. | 3 gennaio 2012   |
| 46  | Baby monitor                 | Angelo Pintus                             | Paolo usa un baby monitor per concludere un affare con un cliente. | 3 gennaio 2012   |
| 47  | Il talento nascosto          | -                                         | Geller fa una scommessa con Lucrezia sulle potenzialità di Gloria. | 3 gennaio 2012   |
| 48  | Statua vivente               | Marco Mangani                             | Nell'area relax compare una statua vivente raffigurante Dante Alighieri. | 3 gennaio 2012   |
| 49  | È tornato Ganzi              | Alessandro Bergallo                       | Ganzi, un ex dipendente dell'azienda, aveva in sospeso una gara di scherzi con Luca e Paolo perché è stato 2 anni in carcere. | 3 gennaio 2012   |
| 50  | Ciofeca                      | Ellen Hidding                             | Silvano per non fare brutta figura con una cliente olandese ne approfitta per colmare qualche sua lacuna linguistica. | 3 gennaio 2012   |
| 51  | Tu chi sei?                  | Antonio Brugnano                          | Paolo saluta affettuosamente un tizio vicino alla macchinetta del caffè ma non si ricorda chi sia. | 3 gennaio 2012   |
| 52  | Lo smartphone                | -                                         | L'azienda regala a tutti i suoi dipendenti uno smartphone ma Luca si oppone. | 3 gennaio 2012   |
| 53  | Te lo dico in faccia         | -                                         | Luca aiuta Paolo a insultare il direttore De Marinis utilizzando però degli escamotage. | 3 gennaio 2012   |
| 54  | Cinque minuti e arrivo       | -                                         | Geller si fa attendere dai dipendenti dell'azienda e questi credono che gli sta facendo un test. | 3 gennaio 2012   |
| 55  | L'avvertimento               | Salvatore Rizzo                           | Lucrezia chiama un massaggiatore che curi il torcicollo di Luca ma quest'ultimo crede di essere picchiato dall'uomo. | 3 gennaio 2012   |
| 56  | Il dopobarba                 | -                                         | Valeria ha regalato a Paolo un dopobarba dall'odore insopportabile e Luca si finge allergico per convincere Paolo a toglierselo. | 16 gennaio 2012  |
| 57  | Ipermercato                  | -                                         | Luca racconta a Paolo il suo odio verso gli ipermercati e che ama i negozi semplici. | 16 gennaio 2012  |
| 58  | Doppio cellulare             | -                                         | Paolo tramite un cellulare per anziani riesce a far squillare il suo quando vuole per evitare i colleghi e i superiori. | 16 gennaio 2012  |
| 59  | Prima tu                     | -                                         | Luca e Paolo fanno a gara a chi parla e fa il primo gesto per primo. | 16 gennaio 2012  |
| 60  | Irresistibile                | Gaia Messerklinger Linda Messerklinger    | Luca diventa irresistibile a tutte le donne incontrate al 'Sotto a chi tocca'. | 16 gennaio 2012  |
| 61  | Eroe nell'ombra              | -                                         | Paolo vuole far credere a Gloria di essere un eroe e chiede aiuto a Olmo. | 16 gennaio 2012  |
| 62  | Cravatta in regalo           | -                                         | Alex regala a Luca una cravatta ma non gli piace e la taglia. | 16 gennaio 2012  |
| 63  | Rifiuti                      | Ivan Perna                                | In ufficio scatta la settimana ecologica dei rifiuti. | 17 gennaio 2012  |
| 64  | Porta un amico               | -                                         | Paolo vuole convincere un collega dell'azienda ad abbonarsi a Camper Magazine per avere un gadget in omaggio. | 17 gennaio 2012  |
| 65  | Libretto scomparso           | -                                         | Geller perde il libretto dove annota i dipendenti. | 17 gennaio 2012  |
| 66  | Ogni cosa al suo posto       | -                                         | Luca vuole che Paolo gli restituisca tutti gli oggetti che si è preso impropriamente. | 17 gennaio 2012  |
| 67  | Figlio di plastica           | -                                         | Patti affida un bambolotto a Silvano per insegnargli ad accudire un figlio. | 17 gennaio 2012  |
| 68  | Paolo testimone              | -                                         | Luca vuole che Paolo e Alex si conoscano meglio così Paolo farà da testimone al suo matrimonio. | 17 gennaio 2012  |
| 69  | Un pezzo di luna             | -                                         | Paolo truffa i dipendenti cercando di vendere un pezzo di luna. | 17 gennaio 2012  |
| 70  | So cosa avete fatto          | -                                         | Luca e Paolo ricevono dei messaggi anonimi su cosa hanno fatto. | 18 gennaio 2012  |
| 71  | Ti vuole De Marinis          | -                                         | Il direttore De Marinis sta cercando Paolo per una riunione noiosissima. | 18 gennaio 2012  |
| 72  | La maglietta dei rumori      | -                                         | Paolo indossa una maglietta che fa rumori. | 18 gennaio 2012  |
| 73  | L'affiancamento              | -                                         | Patti vuole insegnare a Gloria come vestirsi in ufficio. | 18 gennaio 2012  |
| 74  | Promessi sposi               | Alessandro Borghese Giovanni Tommassetti  | Il presidente ordina che non ci si può sposare tra colleghi di lavoro quindi il matrimonio tra Luca e Alex salta. | 18 gennaio 2012  |
| 75  | Il fischietto                | Umberto Noto                              | Paolo ruba il fischietto a un vigile urbano che gli ha fatto una multa. | 18 gennaio 2012  |
| 76  | Qualcosa di blu              | -                                         | Paolo crede che Alex sia incinta ma il test di gravidanza è di Patti. | 18 gennaio 2012  |
| 77  | Il codice                    | Simone Borrelli                           | Paolo e Luca scoprono che il tecnico della macchinetta del caffè riesce a prendere il caffè gratis digitando un certo codice. | 19 gennaio 2012  |
| 78  | Situazione disperata         | Gianmarco Tognazzi                        | Un ladro irrompe nell'area relax ma non ci sa fare molto così Luca e Paolo lo aiutano. | 19 gennaio 2012  |
| 79  | L'indagine                   | -                                         | Paolo per far colpo su Gloria e uscire a cena con lei, le nasconde il cellulare facendole poi credere di poterlo ritrovare grazie alle sue qualità di detective. | 19 gennaio 2012  |
| 80  | Due paroline magiche         | -                                         | Luca giunge in ufficio di pessimo umore a causa di un viaggio in autobus poco piacevole e si sfoga con Paolo, da cui vuole che gli chieda il caffè con cortesia. | 19 gennaio 2012  |
| 81  | Le scarpe degli altri        | Alberto Pistacchia                        | Valeria in preda a una crisi di gelosia strappa gli abiti di Paolo così rimedia degli altri vestiti e scarpe. | 19 gennaio 2012  |
| 82  | Vado a prendere le sigarette | -                                         | Patti crede che Silvano stia scappando ma in realtà va realmente a prendere le sigarette al presidente. | 19 gennaio 2012  |
| 83  | 4000 invitati                | -                                         | Paolo invita alla sua festa di compleanno 4000 invitati, la maggior parte cinesi, per avere un camper in regalo. | 20 gennaio 2012  |
| 84  | Simpatici                    | Max Bertolani                             | Gloria porta un amico nell'area relax ma non è per nulla simpatico. | 20 gennaio 2012  |
| 85  | Il blog di Mauro Pippa       | -                                         | Paolo scopre che Luca ha un blog dove scrive tutto di lui con un nome fittizio. | 20 gennaio 2012  |
| 86  | Operazione doglie            | Elena Lietti Alessandro Curino            | Patti con alcuni suoi colleghi simula un'emergenza di doglie anticipate. | 20 gennaio 2012  |
| 87  | La signora del bagno         | Paola Minaccioni                          | Luca e Paolo decidono di arricchirsi mettendo una signora davanti alla porta del bagno. | 20 gennaio 2012  |
| 88  | Il colmo per un venditore    | Giuseppe Cruciani David Parenzo           | Paolo cerca in tutti i modi di inventare delle barzellette sui venditori. | 20 gennaio 2012  |
| 89  | Tutti hanno un prezzo        | -                                         | Luca ha fatto una scritta sulla macchina del presidente ma teme che Geller l'abbia visto e tenta di corromperlo. | 20 gennaio 2012  |
| 90  | La tazza                     | -                                         | Paolo rompe gli attrezzi da lavoro che Luca gli aveva prestato. Luca cerca di distruggere la tazza portapenne di Paolo per pareggiare i conti. | 23 gennaio 2012  |
| 91  | Scambio di cartelle          | -                                         | Si prepara una settimana di superlavoro: aboliti permessi e ferie. Paolo per prendersi un lunedì di ferie finge di avere 3 giorni di vita. | 23 gennaio 2012  |
| 92  | Chi si firma è perduto       | Toni Pandolfo                             | Paolo si rifiuta di firmare il contratto con un cliente ritenuto uno iettatore. Si offre di farlo Luca. | 23 gennaio 2012  |
| 93  | Affidamento congiunto        | -                                         | A Patti e Silvano viene affidata una pratica. Questo rivela le loro divergenze e le difficoltà che hanno a trovare una via comune. | 23 gennaio 2012  |
| 94  | Danni rimborsati             | Simone Repetto                            | Luca e Paolo approfittano di un sovraccarico in azienda per farsi rimborsare danni che non hanno mai subìto. | 23 gennaio 2012  |
| 95  | Bagno chimico                | -                                         | Un bagno chimico viene installato in area relax: per Luca e Paolo è l'occasione di fare nuovi scherzi a Silvano. | 23 gennaio 2012  |
| 96  | L'ultimo ombrello            | -                                         | Dopo un'inaspettata pioggia Paolo si appropria dell'unico ombrello in azienda e non lo cede. | 23 gennaio 2012  |
| 97  | Pesce d'aprile a Geller      | -                                         | È il 1º aprile: Luca e Paolo sono in difficoltà quando Geller li invita a fare un pesce d'aprile anche a lui. | 24 gennaio 2012  |
| 98  | Medioevo                     | -                                         | Olmo e Paolo si travestono da cavalieri per accompagnare Gloria a un concorso in maschera. | 24 gennaio 2012  |
| 99  | Romanzo erotico              | -                                         | Luca e Paolo trovano un romanzo erotico nella borsa di Patti. | 24 gennaio 2012  |
| 100 | La pratica Gambuti           | -                                         | Paolo non ricorda più dove ha lasciato la pratica Gambuti che deve consegnare a De Marinis. Luca lo aiuta a ricordare. | 24 gennaio 2012  |
| 101 | Scherzo mancato              | -                                         | Silvano e Patti cercano di fare uno scherzo a Paolo, ma ricevono un controscherzo. | 24 gennaio 2012  |
| 102 | Borgo San Landolfo           | -                                         | Per non fare un corso di sabato, Luca e Paolo raccontano a De Marinis di dover andare al funerale di un amico in un paesino sperduto. Purtroppo, De Marinis conosce il paese. | 24 gennaio 2012  |
| 103 | Un piccolo difetto           | -                                         | Luca fa notare a Paolo un suo piccolo difetto fisico. Paolo entra in crisi, Luca cerca di rimediare. | 24 gennaio 2012  |
| 104 | Un week-end bagnato          | -                                         | De Marinis obbliga Luca e Paolo a restare a lavorare fino a tardi, ma loro trovano un escamotage per allagare l'azienda. | 25 gennaio 2012  |
| 105 | La sfida dell'euro           | -                                         | Paolo e Luca si sfidano per capire chi dei due sia più bravo nel proprio lavoro. | 25 gennaio 2012  |
| 106 | Paolo e l'oroscopo           | Sara Bellodi                              | Per fare colpo su una ragazza, Paolo finge di essere l'autore di un famoso oroscopo. | 25 gennaio 2012  |
| 107 | Zia Agata                    | Adriana De Guilmi                         | Patti riceve la visita della perfida zia Agata. | 25 gennaio 2012  |
| 108 | Contapassi                   | -                                         | Paolo arriva in ufficio con un contapassi. Ma quando il numero di passi raggiunge il suo numero fortunato (2026) non vuole più muoversi. | 25 gennaio 2012  |
| 109 | Silvano in carriera          | -                                         | Patti tormenta Silvano affinché diventi crudele e autoritario per ottenere un posto come quadro e avere uno stipendio migliore. | 25 gennaio 2012  |
| 110 | Downshifting                 | Piero Lenardon                            | Luca vuole più tempo per sé, ma una volta ottenutolo non sa cosa farsene. | 25 gennaio 2012  |
| 111 | Chiedere scusa               | Dario Dossena                             | Paolo deve chiedere scusa a un cliente a cui ha dato un pugno per aver criticato una canzone dei Pooh. | 26 gennaio 2012  |
| 112 | Annunci personali            | William Angiuli                           | De Marinis comunica con un digitex attraverso annunci in codice su un giornale. | 26 gennaio 2012  |
| 113 | Il tritacarte                | -                                         | Il tritadocumenti di Gloria si rompe e Paolo cerca di ripararglielo. | 26 gennaio 2012  |
| 114 | Uscita a quattro             | -                                         | Alex invita Patti e Silvano a un'uscita a quattro, ma poi se ne pente e lei e Luca cercano una scusa per non andarci. | 26 gennaio 2012  |
| 115 | Un vero uomo                 | Herbert Pacton Patrizia Mottola           | Una cliente affida suo figlio a Paolo e lui cerca di farlo uscire di casa per avere una tresca con la madre. | 26 gennaio 2012  |
| 116 | Delitto per delitto          | -                                         | Luca e Paolo siglano un accordo: Luca convincerà Lucrezia a riprendersi un regalo che aveva fatto a Paolo e in cambio Paolo convincerà Alex a non cucinare più pasti a base di verdure a Luca. | 26 gennaio 2012  |
| 117 | La penna di Silvano          | -                                         | Silvano pensa che De Marinis gli abbia rubato una penna che apparteneva da generazioni alla sua famiglia. | 26 gennaio 2012  |
| 118 | Stagista per due             | Emanuele Fiore                            | De Marinis ha assunto una persona in stage da affiancare a Patti o Alex per aiutarle. Luca e Silvano si mettono in mezzo sostenendo ognuno i diritti della propria donna di avere quell'aiuto. | 27 gennaio 2012  |
| 119 | Il sospettato                | Federico Gobbi                            | Luca si convince che De Marinis pensi sia lui a rompere il vetro della porta del cucinino. | 27 gennaio 2012  |
| 120 | Il collezionista             | Roberto Messini                           | Paolo cerca di distruggere l'ultima copia esistente del disco di un'oltraggiosa cover band dei Pooh (dopo aver distrutto tutte le altre negli anni precedenti) in possesso di un collezionista. Il collezionista però è in realtà un membro di tale gruppo e finirà per essere lui a distruggere, per vendetta, un disco dei Pooh di Paolo. | 27 gennaio 2012  |
| 121 | Andrea poeta                 | Camilla Semino Favro                      | Andrea è innamorato di Sofia, una nuova stagista, e si fa aiutare da Patti a scriverle una poesia. | 27 gennaio 2012  |
| 122 | Incursione notturna          | Nora Amile Enrico Salimbeni Corrado Villa | Durante la notte, Luca e Paolo sorprendono due ladri. | 27 gennaio 2012  |
| 123 | Opera d'arte                 | Enzo Brasolin                             | De Marinis ha invitato un artista a realizzare un'opera per l'ufficio. | 27 gennaio 2012  |
| 124 | Il suicidio di Filippetti    | Carlo De Ruggieri Laura Forgia            | Luca e Paolo cercano di evitare il suicidio del grigio ragionier Filippetti. In realtà si tratta di un equivoco: Filippetti intendeva trasferirsi in Svezia con Ingrid. | 27 gennaio 2012  |
| 125 | La spalla                    | Silvia Paonessa                           | Paolo pensa che dopo il matrimonio Luca non potrà più fargli da spalla, quindi chiede a Olmo di sostituirlo. | 30 gennaio 2012  |
| 126 | Un favore a Geller           | -                                         | Luca e Paolo cercano in tutti i modi di fare un favore a Geller, così da potergli un giorno chiedere un piacere in cambio. | 30 gennaio 2012  |
| 127 | La maglietta del Che         | -                                         | Luca si arrabbia con Paolo, il quale crede che la maglietta di Che Guevara che indossa sia in realtà di Red Canzian. | 30 gennaio 2012  |
| 128 | Flic o floc                  | -                                         | Silvano e Patti giocano a "flic e floc". | 30 gennaio 2012  |
| 129 | Poltrona bomba               | -                                         | Lucrezia scopre che in sua assenza Paolo vuole fare l'amore con la polacca della mensa, così lo fa sedere su una sedia-bomba, dalla quale non può alzarsi. | 30 gennaio 2012  |
| 130 | Il primo bacio               | -                                         | Alex fa sentire Luca in colpa per non essersi ricordato dell'anniversario del loro primo bacio e gli fa capire che per farsi perdonare deve comprarle una borsa molto costosa. | 30 gennaio 2012  |
| 131 | Pratica poetica              | -                                         | Luca perde una pratica molto importante, grazie alla quale potrebbe vincere una scommessa col direttore. | 30 gennaio 2012  |
| 132 | Una poltrona per due         | -                                         | Luca ottiene finalmente una poltrona in area relax e litiga con Paolo su chi dei due deve sedersi. | 31 gennaio 2012  |
| 133 | Viaggio di nozze             | Grazia Migneco                            | La zia di Alex, credendola ancora vergine, è molto contenta per il suo matrimonio, così decide di pagare ai due futuri sposi metà del viaggio di nozze. | 31 gennaio 2012  |
| 134 | Tavolino                     | -                                         | Luca ruba 200 € da un portafogli, per poi scoprire che è quello di Paolo. Sentendosi in colpa, inventa un gioco Tavolino col quale cerca in tutti i modi di far vincere a Paolo i suoi soldi. | 31 gennaio 2012  |
| 135 | Meglio mentire               | -                                         | Silvano arriva tardi al lavoro per una ragione completamente inverosimile. Olmo gli consiglia di raccontare a De Marinis una bugia che invece sia credibile. | 31 gennaio 2012  |
| 136 | La risposta giusta           | -                                         | Geller dà a Luca e Paolo un test che va affrontato con una logica "diversa". | 31 gennaio 2012  |
| 137 | Minacce                      | -                                         | A De Marinis arrivano minacce di morte, così Andrea gli consiglia di aumentare il livello di sicurezza aziendale. | 31 gennaio 2012  |
| 138 | Licenziare Martini           | Edoardo Ribatto                           | Luca viene incaricato di licenziare un dipendente del settore acquisti. | 1º febbraio 2012 |
| 139 | Segnale anti-gaffe           | -                                         | Luca è stanco delle continue gaffe di Paolo e mette a punto un sistema per evitarle. | 1º febbraio 2012 |
| 140 | Scelta difficile             | -                                         | Patti e Silvano devono scegliere il nome per il loro bambino e usano vari libri per selezionare i possibili nomi. | 1º febbraio 2012 |
| 141 | L'ultima katana              | Ninni Bruschetta                          | Paolo vuole aggiudicarsi la katana in premio con 100 punti al prestigioso ristorante 'Giappone Ripieno'. | 1º febbraio 2012 |
| 142 | Firme false                  | Andrea Piovan                             | Paolo fa falsificare da Brad la firma di Silvano su un rimborso spese. | 1º febbraio 2012 |
| 143 | La vedova                    | Anna Bonasso                              | Luca e Paolo vogliono convincere la vedova di un dirigente defunto a lasciare loro parte dell'eredità. | 1º febbraio 2012 |
| 144 | Video-invito                 | Massimiliano Loizzi                       | Luca propone ad Alex di girare un video invito per le loro nozze. La cosa però non va secondo i suoi piani. | 1º febbraio 2012 |
| 145 | L'ispezione fiscale          | Roberta Rovelli                           | In azienda arriva un'ispettrice fiscale, che si trova subito molto bene con Silvano e scatena la gelosia di Patti. | 2 febbraio 2012  |
| 146 | La pelliccia di Alex         | -                                         | Un ex di Alex le regala una pelliccia e lei vuole accettarla facendo credere a Luca di averla trovata in una valigia. | 2 febbraio 2012  |
| 147 | Di chi è il merito?          | -                                         | Luca svolge una commissione al posto di Paolo e quest'ultimo si prende tutto il merito con De Marinis. | 2 febbraio 2012  |
| 148 | Un gatto di nome Wanda       | -                                         | Lucrezia affida a Olmo il suo gatto da accudire. | 2 febbraio 2012  |
| 149 | Il carillon                  | Mino Manni                                | Paolo deve siglare un contratto con un cliente che riesce sempre a strappare prezzi bassissimi. | 2 febbraio 2012  |
| 150 | Una tacca in meno            | Emanuele Fortunati                        | A Luca e Paolo sembra che la macchinetta del caffè eroghi meno caffè del solito. | 2 febbraio 2012  |
| 151 | L'informatica                | Chiara Claudi                             | Olmo si innamora della nuova informatica dell'azienda. | 2 febbraio 2012  |
| 152 | Numero due                   | -                                         | È appena uscito il seguito di Camper Tommy e Paolo non vede l'ora di leggerlo. | 3 febbraio 2012  |
| 153 | Un coniglio da accudire      | Claudio Sterpone                          | Patti si offre volontaria per accudire il coniglio di un magazziniere. | 3 febbraio 2012  |
| 154 | L'incantesimo dei Pooh       | I Pooh                                    | In azienda arrivano tre nuovi dipendenti, sosia dei Pooh. Paolo crede che siano i veri Pooh rimasti vittima di un incantesimo e cerca di liberarli. | 3 febbraio 2012  |
| 155 | Scambio numeri               | Giovanna Civitillo                        | Luca scambia, nella rubrica del cellulare di Olmo, il numero di una nuova stagista con il suo. | 3 febbraio 2012  |
| 156 | Maschio o femmina            | -                                         | Silvano e Patti litigano su chi sia più onesto tra maschi e femmine. | 3 febbraio 2012  |
| 157 | Nuda proprietà               | Maddalena Trani Andrea Ramilli            | Luca ha acquistato la nuda proprietà di una casa, ma l'anziana signora che ci abita è in perfetta forma. | 3 febbraio 2012  |
| 158 | Compagni di banco            | -                                         | Gli uffici di Luca e Paolo sono inagibili e vengono costretti da De Marinis a lavorare in area relax. | 6 febbraio 2012  |
| 159 | Telenovela                   | -                                         | Patti e Silvano si identificano nei personaggi di una serie televisiva spagnola. | 6 febbraio 2012  |
| 160 | Pavlov Bitta                 | Danilo De Summa                           | Luca cerca di addestrare Paolo come un cane usando olive farcite come ricompensa. L'episodio ricalca in parte la trama dell'episodio "Riflessi condizionati". | 7 febbraio 2012  |
| 161 | La cosa più utile            | -                                         | Geller elabora un nuovo diabolico test: porta una scatola contenente alcuni oggetti e chiede ai dipendenti quale sia il più utile. | 7 febbraio 2012  |
| 162 | Risposta facile              | -                                         | Luca e Paolo riescono per la prima volta a rispondere correttamente a una domanda fatta da Geller e poi fanno sbagliare gli altri per essere gli unici ad aver superato il test. | 8 febbraio 2012  |
| 163 | De Marinis detective         | -                                         | È sparita la pratica Buriani: De Marinis riunisce alcuni colleghi e ricostruisce l'ufficio con un plastico per trovarla. | 8 febbraio 2012  |
| 164 | Ghetto relax                 | Omar Pirovano Adriano Martinez            | L'area relax viene abbandonata. Luca e Paolo partecipano al suo degrado. | 9 febbraio 2012  |
| 165 | La nostra canzone            | -                                         | Patti pretende che Silvano trovi la "loro canzone". | 9 febbraio 2012  |
| 166 | Donna incinta                | Alessia Spinelli                          | Patti teme di aver fatto una gaffe con un'altra donna incinta. | 10 febbraio 2012 |
| 167 | Non c'è trucco               | -                                         | Luca va in paranoia perché non riesce a capire un semplice trucco con le carte. | 10 febbraio 2012 |
| 168 | Flash mob                    | Guido Rutta                               | Per ottenere un aumento sui buoni pasto, Luca organizza un flash mob. | 13 febbraio 2012 |
| 169 | Voglie                       | -                                         | Patti ha le voglie e Silvano deve cercare di accontentarle. | 13 febbraio 2012 |
| 170 | Troppo facile                | -                                         | Geller racconta a Luca e Paolo una parabola che, stranamente, si capisce benissimo. A Luca la cosa puzza di fregatura e cerca di scovarne i significati occulti. | 14 febbraio 2012 |
| 171 | Caffeomanzia                 | -                                         | Patti riesce a leggere i fondi di caffè e i colleghi credono ai suoi pronostici. | 14 febbraio 2012 |
| 172 | Matrimonio in saldo          | -                                         | Luca e Alex ricevono dalla Wedding Planner la lista di un matrimonio sontuoso a prezzo scontatissimo. | 15 febbraio 2012 |
| 173 | Perché ce l'hai con me?      | -                                         | Silvano ha fatto arrabbiare Patti, ma non si ricorda neanche il perché. | 15 febbraio 2012 |
| 174 | Panini a domicilio           | Michela Coppa Cecilia Vecchio             | Paolo e Olmo si sfidano a un'asta di panini per rivedere una bella commessa della salumeria. | 16 febbraio 2012 |
| 175 | Non riesce a dirlo           | -                                         | Patti ha paura che Silvano stia rifiutando la sua gravidanza e stia fuggendo dal suo ruolo di padre. | 16 febbraio 2012 |
| 176 | Invitiamo Martucci?          | Mario Biondi                              | Luca e Alex preparano la lista degli invitati al matrimonio, però non sanno quanti e quali colleghi invitare. | 17 febbraio 2012 |
| 177 | Il copiascherzi              | -                                         | Qualcuno sta facendo a tutti degli scherzi e i dipendenti credono che si tratti di Luca e Paolo. | 17 febbraio 2012 |
| 178 | Non succede niente           | -                                         | Luca si deprime perché non succede mai niente. | 9 marzo 2012     |
| 179 | Piangina                     | -                                         | Patti piange continuamente. | 3 aprile 2012    |
| 180 | Venerdì diciassette          | -                                         | È venerdì diciassette e Luca e Paolo ne approfittano per sfruttare Silvano, il quale vuole dimostrare di non essere superstizioso. | 6 aprile 2012    |

## Ascolti
Nota bene: gli ascolti riportati non si riferiscono ai singoli episodi, ma esclusivamente alle quattro puntate trasmesse in prima serata. Ogni puntata è composta da circa una dozzina di episodi inediti.
| Puntata | Data             | Telespettatori | Share |
| ------- | ---------------- | -------------- | ----- |
| 1       | 13 dicembre 2011 | 2.267.000      | 7,90% |
| 2       | 20 dicembre 2011 | 1.850.000      | 6,79% |
| 3       | 27 dicembre 2011 | 2.049.000      | 7,52% |
| 4       | 3 gennaio 2012   | 2.275.000      | 8,27% |
| 6       | 17 gennaio 2012  | 689.000        | 5,67% |
| 7       | 18 gennaio 2012  | 752.000        | 6,51% |
| 10      | 23 gennaio 2012  | 697.000        | 5,77% |
| 12      | 25 gennaio 2012  | 834.000        | 6,77% |
| 13      | 26 gennaio 2012  | 840.000        | 6,98% |
| 15      | 30 gennaio 2012  | 801.000        | 6,14% |
| 16      | 31 gennaio 2012  | 764.000        | 5,57% |
| 17      | 1º febbraio 2012 | 1.039.000      | 7,15% |
| 18      | 2 febbraio 2012  | 950.000        | 6,82% |
| 20      | 6 febbraio 2012  | 1.008.000      | 6,98% |
| 21      | 7 febbraio 2012  | 1.121.000      | 7,47% |
| 22      | 8 febbraio 2012  | 1.075.000      | 8,01% |
| 23      | 9 febbraio 2012  | 807.000        | 6,16% |
| 25      | 13 febbraio 2012 | 950.000        | 7,18% |
| 26      | 14 febbraio 2012 | 931.000        | 7,24% |
| 27      | 15 febbraio 2012 | 863.000        | 6,59% |
| 28      | 16 febbraio 2012 | 871.000        | 6,93% |
| 31      | 3 aprile 2012    | 932.000        | 7,80% |